# Sergentomyia theodori
Sergentomyia theodori är en tvåvingeart som först beskrevs av Aimé Georges Parrot 1942.  Sergentomyia theodori ingår i släktet Sergentomyia och familjen fjärilsmyggor. Inga underarter finns listade i Catalogue of Life.